# Cheval d'Erlenbach
Vous lisez un « bon article » labellisé en 2013.
Cheval du Simmental
Le cheval d'Erlenbach, ou cheval du Simmental, est une ancienne race chevaline légère originaire de la région d'Erlenbach im Simmental en Suisse. Connue au XVIIIe siècle, où la vente annuelle de 10 000 sujets au marché rapporte des revenus considérables, elle connaît un long déclin le siècle suivant, notamment en raison de l'utilisation du chemin de fer. Elle disparaît vraisemblablement au cours du XXe siècle, les éleveurs préférant se tourner vers l'élevage bovin.
Cet élégant cheval de selle à la robe noire, plutôt tardif et de taille moyenne, est réputé bien conformé, doté de membres solides et musclés. Il est très apprécié de la cavalerie bernoise qui y fait massivement appel pour sa remonte, notamment en raison de sa robe assortie à l'uniforme des soldats. Il sert aussi de cheval de selle et de carrosse luxueux. L'élevage est essentiellement localisé dans le Simmental et près de Saanen.

## Histoire
La race est bien développée au XVIIIe siècle, où une vingtaine d'étalons reproducteurs sont actifs près d'Erlenbach. Elle provient de divers étalons, notamment d'Andalous et de Pur-sang. L'étalon noir Lord IV, né en 1871 d'une jument Pur-sang, exerce une forte influence. Trois races autonomes sont alors distinguées en Suisse : celle d'Einsiedeln ou cheval du canton de Schwyz et celle d'Erlenbach ou du Simmental sont des types dits demi-sangs, par opposition au cheval du Jura, qui est une race de travail.
Les effectifs déclinent tout au long du XIXe siècle malgré les mesures de soutien mises en place par le canton de Berne. Dans les années 1850, les progrès du chemin de fer se font au détriment de l'élevage des chevaux carrossiers et demi-sang suisses. Ils tombent au plus bas au début du XXe siècle, quand la majorité des éleveurs du Simmental préfère se tourner vers l'élevage bovin et la production de fromage, plus lucrative. Les sources diffèrent, la race d'Erlenbach est citée comme perdue par certains spécialistes quand, vers 1901, un unique étalon reproducteur âgé de 20 ans est cité par la commission bernoise d'élevage chevalin comme l'ultime représentant de la race. Toutefois, un élevage réduit de petits chevaux demi-sang vifs de robe noire semble avoir perduré jusqu'à la fin du XXe siècle dans certaines régions reculées du haut du Simmental, et dans les Ormonts.

## Description

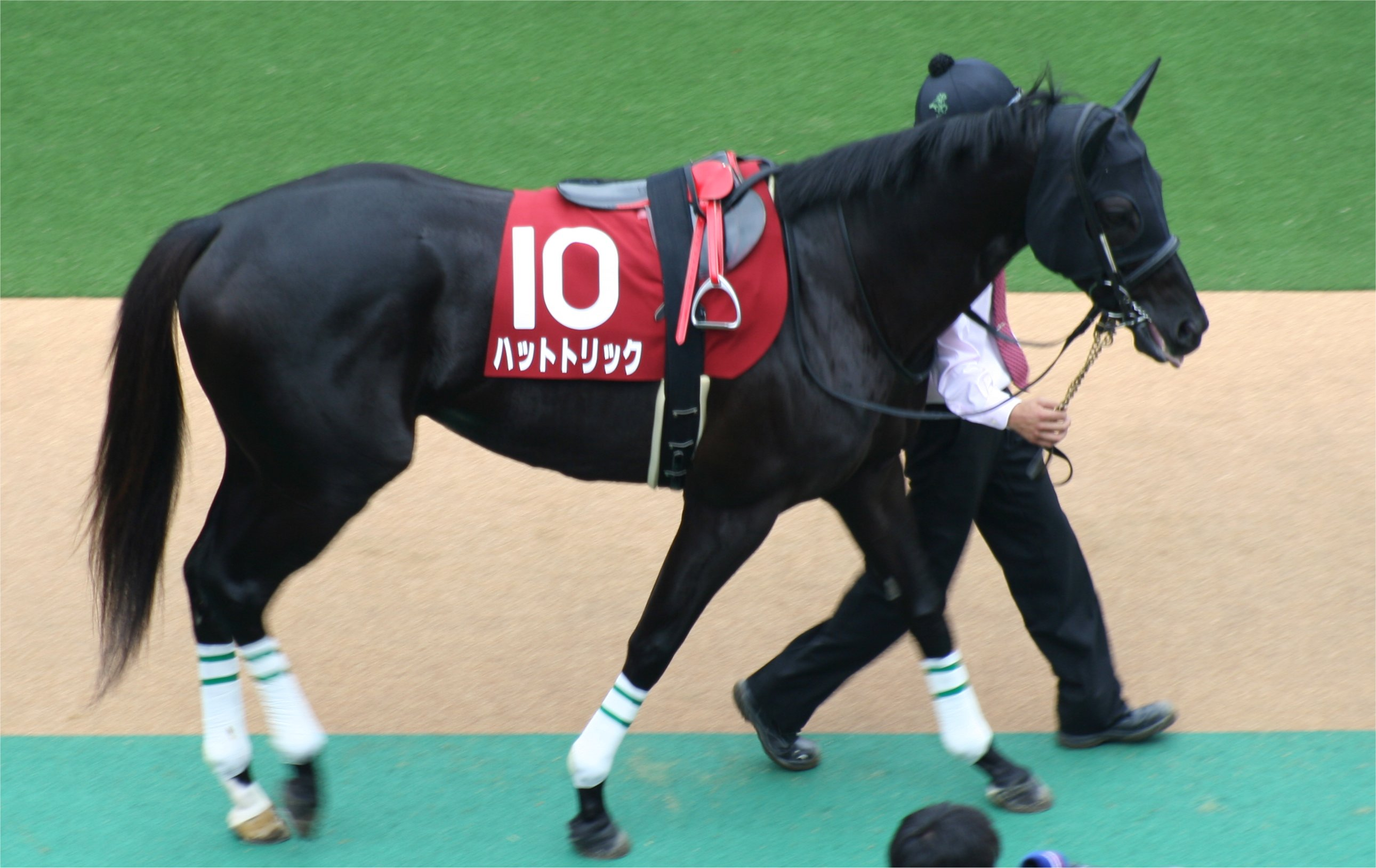
La robe est noire comme chez ce Pur-sang, et en général zain.

C'est une race particulièrement élégante et bien proportionnée, que Philippe de Golbéry décrit comme excellente. La taille va d'environ 1,52  à   1,58 m selon la commission bernoise d'élevage chevalin en 1871 (selon une autre source en 1894, de 1,57  à   1,63 m). La tête est assez légère et pourvue de grands yeux. L'encolure est arrondie, le garrot bien sorti. Le dos est assez droit et large, les reins sont solides et larges. La croupe est arrondie et plutôt horizontale, le tronc bombé est de longueur moyenne, le poitrail assez large. Les membres sont dotés d'une forte ossature et d'une bonne musculature, généralement propres et bien conformés. Ils sont terminés par des sabots noirs. Les crins sont bien fournis, les fanons généralement peu abondants.
La robe est toujours noire, généralement zain, seules les marques peu étendues étant admises. La race est assez tardive et n'est pas employée avant l'âge de cinq ans. En contrepartie, elle conserve l'aptitude au travail jusqu'à un âge avancé.

## Utilisation
Le cheval d'Erlenbach est essentiellement une monture de cavalerie, très appréciée dans le canton de Berne puisque sa robe noire, coordonnée avec l'uniforme rouge des cavaliers et le tapis de selle jaune, rappelle la bannière du canton. Ainsi, le comité de cavalerie de la suisse orientale fait expressément appel au croisement entre des juments d'Erlenbach et du canton de Schwytz avec des étalons Pur-sang importés, pour améliorer la qualité des montures de cavalerie.
Il est aussi utilisé comme cheval de selle et de carrosse de luxe. Il n'est alors pas rare d'en voir dans la campagne bernoise au début du XIXe siècle, monté ou attelé. Il fait en quelque sorte partie du paysage.

## Diffusion de l'élevage
La race doit son nom à la commune d'Erlenbach im Simmental, où se tient un célèbre marché aux chevaux au XVIIIe siècle et au début du XIXe siècle. En 1770, d'après une chronique du canton de Berne, 10 000 de ces chevaux se vendent annuellement et rapportent un revenu de 500 000  à   600 000 Reichsthalern. En 1776, les chevaux vendus aux foires d'Erlenbach et de Reutigen, dans le bas-Simmental, rapportent plus de deux millions de livres,.
La ville organise ensuite deux foires annuelles où se vendent les chevaux de la race locale, réputés « superbes ». Le cheval d'Erlenbach se trouve surtout dans le Simmental et le Gessenay. Dans d'autres cantons suisses, il peut être croisé avec des Franches-Montagnes.